# 尚帕尼亚克-拉诺阿耶
尚帕尼亚克-拉诺阿耶（法語：Champagnac-la-Noaille，法語發音：[ʃɑ̃paɲak la nɔaj]）是法国科雷兹省的一个市镇，位于该省中部偏东，属于蒂勒区。该市镇总面积25.47平方公里，2009年时的人口为233人。

## 人口
尚帕尼亚克-拉诺阿耶人口变化图示